# Samospoštovanje
Sámospoštovánje je pojem, ki se uporablja v psihologiji in se nanaša na vrednostni vidik samopodobe. Samospoštovanje zajema prepričanja o sebi (npr. »sem vreden« ali »sem kompetenten«) in emocije kot so zmagoslavje, ponos, sram, obup.

## Definicije samospoštovanja[2]
Definicije lahko v grobem razdelimo v dve skupini, tiste, ki zagovarjajo strukturno perspektivo, in tiste, ki zagovarjajo procesno perspektivo. 
Primer prve je Rosenbergova (1965) opredelitev, ki samospoštovanje nanaša na splošno posameznikovo samooceno. Samospoštovanje opredeljuje kot pozitivno ali negativno stališče do sebe. Pozitivno stališče ali visoko samospoštovanje pomeni, da se posameznik sprejema takšnega kot je, da se ceni, je zadovoljen sam s seboj, da se čuti vrednega spoštovanja. Obratno, nizko samospoštovanje oz. negativno stališče do sebe pomeni, da se posameznik ne ceni, nase ne gleda kot da je vreden spoštovanja, svojih lastnosti ne odobrava, mnenje o samem sebi pa je negativno.
Primer opredelitve samospoštovanja,ki izhaja iz procesne perspektive pa ponujata Markus in Kunda (1986), ki samospoštovanje opredeljujeta kot variabilno stališče o sebi, ki večinoma odraža temeljno oz. standardno evalvacijo sebe, vendar pa upošteva manjše odklone od te osnove kot funkcijo spreminjanja vlog, pričakovanj, akcij in drugih situacijskih karakteristik. Tako ima lahko posameznik v splošnem visoko samospoštovanje, vendar je v določenih situacijah ali dnevih nekoliko nižje oziroma višje. Raziskave potrjujejo, da lahko situacijski dejavniki vplivajo na trenutne spremembe v ocenjevanju samega sebe in lastne vrednosti.

## Struktura samospoštovanja[2]

### Enodimenzionalni model
Pri zagovornikih enodimenzionalnega modela lahko naletimo na nekaj nejasnosti pri opredeljevanju samospoštovanja. Rosenbergov model na primer predpostavlja, da splošno samospoštovanje in njegovi sestavni deli med seboj niso zamenljivi. Tako so raziskovalci pri proučevanju samospoštovanja globalno samospoštovanje večinoma obravnavali kot enoten, nedeljiv konstrukt, na katerega naj bi vplivala podrejena hierarhija bolj specifičnih samoocen.
Problem enodimenzionalnih pristopov je, da faktorske analize v večini primerov kažejo na večfaktorsko strukturo, večinoma dvodimenzionalno, in sicer občutek učinkovitosti in splošen občutek socialne vrednosti.

### Večdimenzionalni model
Večdimenzionalni modeli predpostavljajo, da je samospoštovanje strukturirano, večrazsežnostno in hierarhično. Primer je Shavelsonov model, ki predpostavlja, da je najvišje v hierarhiji splošno oz. globalno samospoštovanje, ki pa se nato deli na telesno, akademsko in emocionalno, ti pa naprej na različna podpodročja.

## Poklicno samospoštovanje
Poklicno samospoštovanje pomeni percepcijo posameznika kot pomembnega, učinkovitega in vrednega znotraj lastne organizacije. Uslužbenci z visokim poklicnim samospoštovanjem se pogosteje udeležujejo aktivnosti, ki so cenjene s strani organizacije, in poslužujejo vedenja, ki je povezano z organizacijo in pozitivno prispeva k organizaciji. Z drugimi besedami, posamezniki z visokim poklicnim samospoštovanjem so bolj predani lastni organizaciji kot posamezniki z nizkim.

### Poklicno samospoštovanje in motivacija
Sodeč po Kormanovi teoriji (1976) bodo delavci v delovni organizaciji razvili in vzdrževali pozitiven ter zadovoljujoč odnos do dela in bodo delovali produktivno, saj je takšen odnos in vedenje skladno z oceno o sebi kot kompetentnem posamezniku. Na drugi strani pa delavec, ki ima nizko poklicno samospoštovanje, razvije in vzdržuje neprijeten odnos do dela in ne bo produktiven, saj je to skladno z oceno o sebi kot nizko ali nekompetentnem posamezniku. Z namenom ohranjanja kognitivne konsistentnosti bodo posamezniki z visokim poklicnim samospoštovanjem motivirani za delo na visoki ravni in bodo posledično delovali na visoki ravni ter imeli pozitiven odnos do organizacije. Obratno se predvideva pri posameznikih z nizkim poklicnim samospoštovanjem. Raziskave so potrdile, da je motivacija posameznikov z visokim poklicnim samospoštovanjem resnično notranjega izvora.

### Poklicno samospoštovanje in izgorelost
Poklicno samospoštovanje je delno determinirano s stopnjo, do katere je posameznik samozavesten, da lahko primerno izvaja poklicno delo in izpolni poklicna pričakovanja. 

#### COR teorija[4]
Samospoštovanje na delovnem mestu je povezano s predanostjo organizaciji in s čustveno izčrpanostjo. Teorija predpostavlja, da ljudje težimo k ohranjanju, skrbi in grajenju resursov (virov) kot predmete, osebne karakteristike, pogoje in energije, ki so cenjeni. Nadalje predpostavlja, da je stres rezultat grožnje, v smislu izgube resursov ali ambivalence med investicijo v resurse ter pričakovanimi pridobitvami od slednjih. Če posameznik doživi sosledje izgub ali pričakuje izgubo resursov, občuti izpraznitev, ki vodi v (čustveno) izčrpanost.
Pri ugotavljanju povezanosti poklicnega samospoštovanja in čustvene izčrpnosti, so raziskovalci opredelili več komponent predanosti organizaciji, ki jih je potrebno upoštevati pri proučevanju tega. Prva komponenta je čustvena predanost (ang. afective comittment) in predstavlja predanost, ki temelji na identifikaciji s cilji in vrednotami organizacije. V splošnem predstavlja najmočnejši odnos z rezultati pri delu. Raziskave kažejo, da obstaja negativna korelacija med čustveno predanostjo in čustveno izčrpanostjo (izgorelostjo).
Naslednja komponenta je normativna predanost (ang. normative comittment), in sicer pomeni predanost, ki izhaja iz tega, da posameznik dojema predanost kot obveznost do organizacije. Rezultati raziskav so pokazali, da normativna predanost pozitivno korelira s čustveno izčrpanostjo. 
Končno je tukaj še kontinuirajoča predanost (ang. continuance comittment), ki temelji na oceni cene, ki jo mora posameznik plačati, če zapusti organizacijo. Slednje je bilo ugotovljeno z raziskavami, in sicer da obstaja pozitivna povezanost z izgorelostjo v smislu, da ocena cene oz. stroškov kot visoke povzroča stres, ki lahko vodi v občutek izčrpanosti. Ta prediktor sicer ni močan, so pa raziskovalci ugotovili, da je pomembnejša posameznikova percepcija zaposlitvenih alternativ, in sicer če posameznik ocenjuje, da nima zaposlitvenih alternativ (ang. the lack of employment alternatives). Raziskave kažejo, da slednje pozitivno korelira s čustveno izčrpanostjo med tistimi posamezniki, ki imajo visoko samospoštovanje, ki je vezano na poklic. To kaže na to, da ti posamezniki težje vidijo pomanjkanje poklicnih alternativ, saj je takšen pogled nekonsistenten z njihovo samooceno, da so pomembni in kompetentni. Pomanjkanje poklicnih alternativ neposredno implicira to, da posameznikove kompetence niso iskane na trgu dela, kar pa predstavlja negativno povratno informacijo posamezniku iz okolja. Sodeč po samo-potrditveni teoriji (ang. self-verification theory, Swan, 1983) ljudje težimo k potrjevanju, vrednotenju in ohranjanju obstoječih konceptov o sebi.
Stinson meni, da v primeru, ko je povratna informacija, ki jo dobimo iz okolja, skladna s posameznikovo samooceno, ta doživlja občutke avtentičnosti, kontrole in gotovosti. In obratno, če je povratna informacija nekonsistentna, posameznik občuti neudobje, ki rezultira v trudu po zmanjšanju diskrepance med povratno informacijo in samooceno. Sčasoma se z usmerjanjem truda v reševanje diskrepance zmanjšujejo emocionalni resursi, kar lahko vodi v izgorelost.
Različne raziskave so pokazale, da tisti, ki so zaposleni v zahtevnejših službah (npr. na področju medicine), načeloma poročajo o višjem samospoštovanju, na drugi strani pa zahteve službe, ki povzročajo stres in napetost, postopno znižujejo samospoštovanje. V zahtevnih službah samospoštovanje temelji na lastnem sistemu prepričanj o sebi, zato v primeru nihanja sistema prepričanj niha tudi poklicno samospoštovanje, kar so potrdile tudi raziskave. Konstanten občutek stresa, ki deluje na posameznika tako postopoma znižuje njegovo samospoštovanje in povečuje občutek utrujenosti in izčrpanosti, kar lahko vodi v izgorelost.